# Автобан A44 (Німеччина)
Федеральний автобан A44 (A44, нім. Bundesautobahn 44)  – німецька федеральна автомагістраль, яка пролягає від бельгійського кордону біля Аахена через Крефельд, Дюссельдорф, Ессен, Дортмунд до Касселя. Розширення автомагістралі A4 біля Айзенаху будується.
Маршрут A44 виник із злиття різних ділянок автомагістралі, які спочатку планувалося з’єднати, але не всі ділянки були завершені. Таким чином, автомагістраль у багатьох місцях переривається і складається з п’яти окремих ділянок. Деякі прогалини мають бути усунені протягом наступних кількох років, так що після завершення будівництва A44 складатиметься з трьох секцій, що ведуть від Ахена до Менхенгладбаха, від Менхенгладбаха до Ессена та від Дортмунда до Айзенаха.
Найдовша та найважливіша ділянка для національного руху пролягає між Дортмундом і Касселем і була запланована ще в період націонал-соціалізму як сполучення між Рурським регіоном та Верхньою Сілезією за дещо іншим маршрутом. Коротка ділянка між бельгійським кордоном і розв’язкою автомагістралі Аахен є частиною європейського маршруту 40, тоді як маршрут від Дортмунда до Касселя також утворює європейський маршрут 331.

## Маршрут

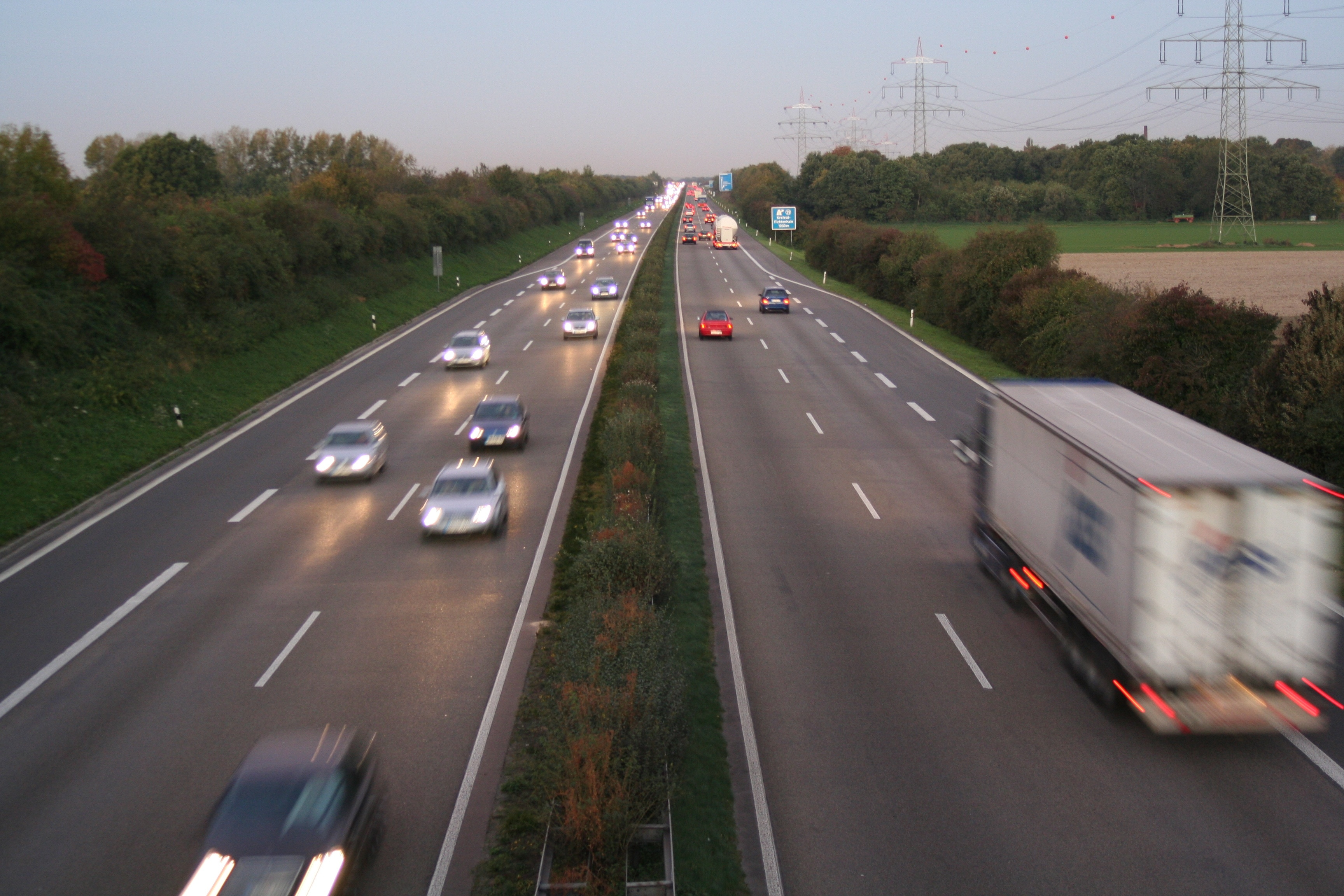
Автобан A44 між Вілліхом і Крефельдом.

### Аахен–Менхенгладбах
Автобан починається на німецько-бельгійському кордоні в Ліхтенбуші в місті Ахен, де він утворює продовження бельгійської A3. Він проходить на схід повз Аахен у північному, пізніше північно-східному напрямку та перетинає A4 (Герлен-Кельн-Ольпе) на перехресті Аахен, який веде на кілька кілометрів на захід до голландського кордону. У самому хресті A544 також розгалужується на Європаплац в Ахені. A44 тепер пролягає повз деякі передмістя Аахена через рівнину Юліх-Цюльпіхер Берде.

### Менхенгладбах-Ратінген
Друга ділянка A44 починається на північний схід від Менхенгладбаха. Незабаром після цього вона вперше перетинає A52 на перехресті Neersen на його західній ділянці між Рурмондом і Дюссельдорфом. Потім він проходить на північ, потім на схід, повз Вілліх і Крефельд. A57 (Гох-Кельн) з'єднаний з розв'язкою Меербуш, а A44 утворює північну частину кільця автомагістралі навколо Дюссельдорфа на схід від розв'язки. Він проходить через два тунелі, побудовані для захисту ландшафту, і перетинає Рейн по мосту аеропорту. Будівництво цієї ділянки довгий час було суперечливим, оскільки прорізаний природний заповідник Ilvericher Altrheinschlinge.

### Хайлігенхаус-Ессен
За кілька кілометрів на схід від Ратінгена, A44 знову починається біля Гайлігенгауса в горбистому ландшафті Нідерберзької землі. У Фельберті, після тунелю Бірт, A535 розгалужується до Вупперталя, а автобан слідує відносно вузькій комбінації кривих зі сходу на північ, перетинаючи район Купфердре в Ессені, перетинаючи річку Рур на мосту Теодора-Хойсса і закінчуючись на північ від міст у Гейзінгені. Ділянка між Фельбертом і Ессеном була створена шляхом модернізації B227, яка вже була розширена, щоб нагадувати автомагістраль.На завершальному етапі A44 буде направлено далі в район міста Ессен на A52, що створить третю точку сполучення між двома автомагістралями.

### Дортмунд-Кассель
На схід від Дортмунда, на перехресті Дортмунд/Унна, починається найдовший відрізок A44 як продовження B1, який схожий на автобан. Після з’єднання з A1 (Путтгарден–Саарбрюккен) він продовжується в східному напрямку, повз Унну на південь Хаарстранг, перехід між рівнинним Мюнстерландом на півночі та гірським Зауерландом на півдні. Автобан пролягає вздовж цієї мальовничої лінії через Верль, де A445 (Гамм-Арнсберг) представляє сполучення з Гохзауерландом, Зостом і Гезеке до підйому на плато Падерборн. A33, що йде з Білефельда, закінчується на перехресті Вюнненберг-Хаарен.

### Ліхтенау-Вальдкапель
Ділянку нової лінії між Касселем і Вомменом біля Айзенаха вже завершено, що веде від Хессіш-Ліхтенау через Вереталь до Вальдкапеля. У цьому районі автомагістраль проходить загалом через чотири тунельні споруди, щоб пройти під кількома хребтами біля Хессіш-Ліхтенау та обійти Вереталь у вузькому місці (біля Кюхена). Ділянки від Helsa до Hessisch Lichtenau і від Waldkappel до Wommen наразі (червень 2021) все ще будуються.